# San Giovanni Bianco
San Giovanni Bianco é uma comuna italiana da região da Lombardia, província de Bérgamo, com cerca de 4.997 habitantes. Estende-se por uma área de 31 km², tendo uma densidade populacional de 161 hab/km². Faz fronteira com Camerata Cornello, Dossena, Gerosa, Lenna, San Pellegrino Terme, Taleggio.

## Demografia
| Variação demográfica do município entre 1861 e 2011                               |
|                                                                                   |
| Fonte: Istituto Nazionale di Statistica (ISTAT) - Elaboração gráfica da Wikipedia |